# 海南湍蛙
海南湍蛙（学名：Amolops hainanensis）为赤蛙科湍蛙属的两栖动物，是中国的特有物种。分布于海南等地。该物种的模式产地在海南五指山。其种加词“hainanensis”意为“海南的”。